# Лодий, Пётр Андреевич
Пётр Андреевич Лодий (3 (15) августа 1855, по другим данным 1852, Санкт-Петербург, Российская империя — 20 мая 1920, Ростов-на-Дону, РСФСР) — русский драматический актёр, оперный и камерный певец (лирико-драматический тенор), режиссёр и педагог. Иногда выступал под псевдонимом Лидин.

## Биография
Родился в известной музыкальной семье, в здании Государственного ассигнационного банка, где служил экзекутором его отец — Андрей Петрович Лодий, известный музыкант, певец (изящный лирический тенор), вокальный педагог, вращавшийся в кружке Глинки и Кукольника.
Пению обучался сначала у отца, в 1874—1878 гг. — в Петербургской консерватории (два года в классе Дж. Корси, затем у К. Эверарди). Сценическую деятельность начал как водевильный актёр в летних театрах Санкт-Петербурга под псевдонимом Лидий. В 1878 году дебютировал в партии Фауста («Фауст») на сцене петербургского Мариинского театра. С 1878 по 1880 и с 1882 по 1884 гг. пел в Мариинском театре, затем участвовал в провинциальных труппах, неоднократно выступал в концертах. Подготовил около 40 оперных партий и 25 ролей из оперетт. Выступал также как драматический актёр и эстрадный (камерный) вокалист. 1-й исполнитель ряда романсов Э. Направника, М. Балакирева, П. Чайковского, М. Мусоргского, которые преимущественно исполнял под аккомпанемент самих авторов.
Дружил с М. Мусоргским, М. Балакиревым, П. Чайковским.
С 1882 года вёл педагогическую работу в Санкт-Петербурге, в 1887—1990 годах в Тифлисе. В 1890 году организовал в Санкт-Петербурге собственные курсы с оперным классом, также преподавал в Придворной певческой капелле.
Дочь — Зоя Петровна Лодий (1886—1957) — российская камерная певица (лирическое сопрано).

## Творчество
Исполнял около 40 оперных партий:

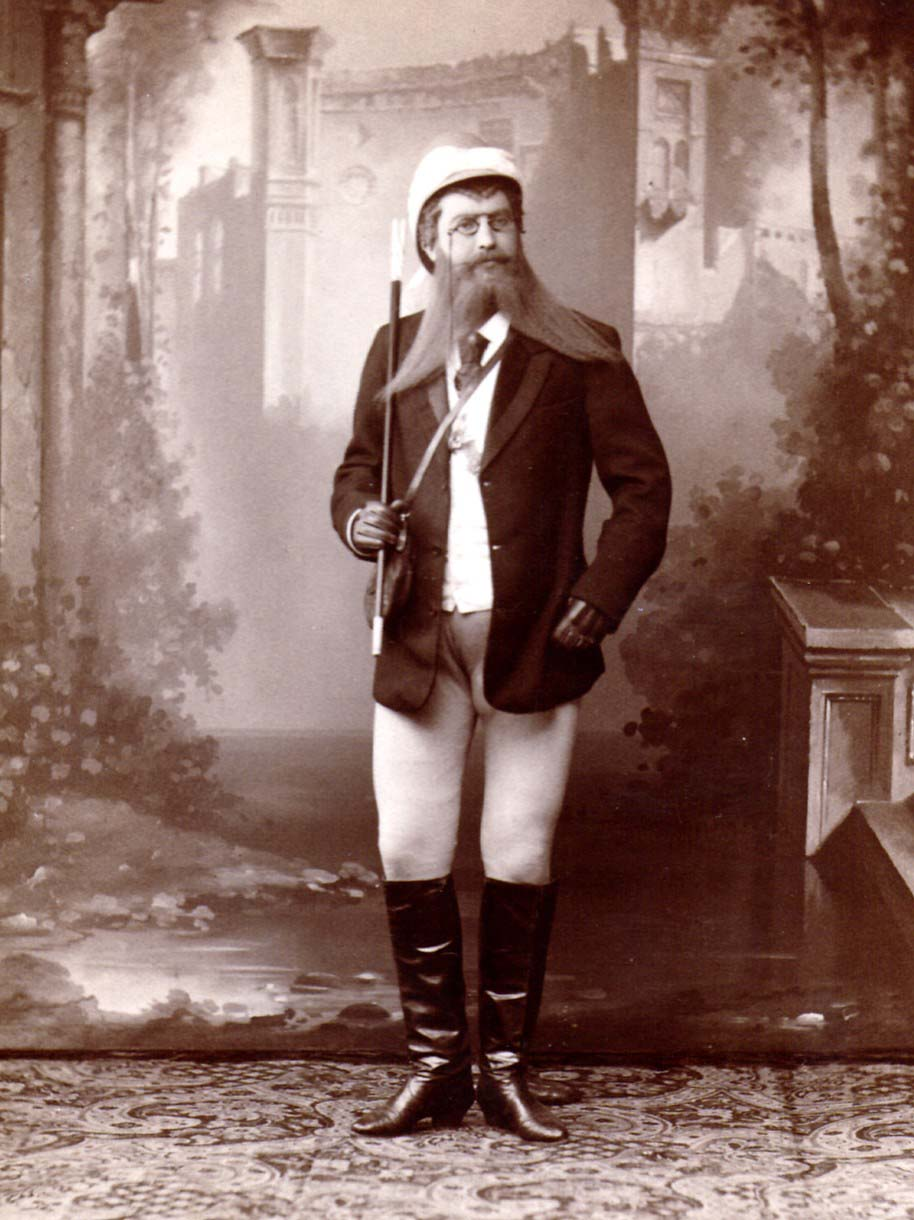
В роли лорда Кокбурга («Фра-Дьяволо» Д. Обера)

Мури («Сын мандарина») — 1-й исполнитель; Левко («Майская ночь») — 1-й исполнитель; Вяземский («Купец Калашников») — 1-й исполнитель; Дон Жуан («Каменный гость», основная редакция); Андрей («Мазепа» П. Чайковского); Дервиш («Попугай»); Гофман («Сказки Гофмана»); Нурредин («Лалла-Рук»); Собинин («Жизнь за царя» Глинки); Финн, Баян, Князь («Русалка» А. Даргомыжского); Герцог («Риголетто»); Фра-Дьяволо; Лоэнгрин; Шут («Рогнеда»); Берендей («Снегурочка» Римского-Корсакова); Яромир; Паисий («Чародейка» Чайковского), Ленский («Евгений Онегин» Чайковского); Альмавива («Севильский цирюльник» Дж. Россини), Хозе («Кармен» Ж. Бизе), Радамес («Аида» Верди); Канио («Паяцы» Р. Леонкавалло); Йонтек («Галька» Монюшко); Вальтер («Тангейзер» Вагнера).
25 ролей в опереттах: «Корневильские колокола» Р. Планкета, «Прекрасная Елена», «Птички певчие» и «Синяя борода» Ж. Оффенбаха.
15 августа 1877 года Мусоргский писал А. Голенищеву-Кутузову об исполнении певцом баллады «Полководец»:

«Ты не можешь достаточно ясно представить себе, милый друг, поразительной особенности… картины, когда она передается тенором! Какая-то пригвождающая к месту, какая-то неумолимая, смертельная любовь слышится! Это, как бы сказать точнее — смерть, холодно-страстная влюбленная в смерть, наслаждается смертью. Новизна впечатления неслыханная! И как талантливо умел осязать П. А. Лодий твою чудесную картину! Совсем художник-певец»